# Così è la vita (serie televisiva)
Così è la vita (That's Life) è una serie televisiva statunitense in 36 episodi trasmessi per la prima volta nel corso di due stagioni dal 2000 al 2002 sul network CBS.
In Italia la serie viene trasmessa su Rai 2 dal 1º giugno 2004

## Trama
La serie si concentra su situazioni tipiche da sitcom e vari risvolti anche drammatici sulla vita di Lidia come giovane donna in cerca dell'amore e della carriera stabile. Una giovane donna italiano-americana, Lydia Delucca, vive nella cittadina fittizia di Bellefield, nel New Jersey. Il padre, Frank Delucca, lavora come esattore mentre la madre, Dolly, è una casalinga. Nella seconda stagione, Frank si ritira dopo aver subito un infarto sul lavoro e lui e Dolly aprono un ristorante. Lydia ha anche un fratello minore, Paulie, un giovane ufficiale di polizia del Dipartimento di Bellefield, che vive ancora a casa. Jackie, è un'amica di Lydia e parrucchiera. 
Nella prima stagione Lydia rompe il suo fidanzamento con Lou e si allontana da casa per la prima volta. La maggior parte delle situazioni sono leggere, ma la trama di tanto in tanto approfondisce soggetti più oscuri, inclusa la lotta di Paulie per resistere alla tentazione di cadere nella corruzione come ufficiale di polizia. Nella seconda stagione, Lydia si iscrive all'università per perseguire una carriera in medicina sportiva. Sua madre Dolly concorre con successo per il consiglio comunale di Bellefield. Paulie inizia a vedersi con Plum.

## Episodi
| Stagione         | Episodi | Prima TV USA |
| ---------------- | ------- | ------------ |
| Prima stagione   | 19      | 2000-2001    |
| Seconda stagione | 17      | 2001-2002    |

## Personaggi e interpreti
- Lydia DeLucca (stagioni 1-2), interpretata da	Heather Paige Kent.
- Frank DeLucca (stagioni 1-2), interpretato da	Paul Sorvino, padre di Lydia.
- Dolly DeLucca (stagioni 1-2), interpretata da	Ellen Burstyn, madre di Lydia.
- Paul DeLucca (stagioni 1-2), interpretato da	Kevin Dillon.
- Jackie O'Grady (stagioni 1-2), interpretata da	Debi Mazar, amica di Lydia.
- Plum Wilkinson (stagioni 1-2), interpretato da	Danielle Harris.
- Victor Leski (stagione 1), interpretato da	Peter Firth, professore di psicologia, intrattiene una relazione con Lydia, poi la lascia.
- dottor Eric Hackett (stagione 2), interpretato da	Titus Welliver.
- Candy Cooper (stagione 1), interpretata da	Kristin Bauer, amica di Lydia.
- Lou Buttafucco (stagione 1), interpretato da	Sonny Marinelli, ex fidanzato di Lydia.
- Joe (stagione 1), interpretato da	Joseph Campanella.
- Bob (stagione 1), interpretato da	Arell Blanton.
- Ray Orozco (stagione 2), interpretato da	José Zúñiga.
- Carol (stagione 1), interpretato da	Millicent Martin.
- Pat MacClay (stagione 2), interpretato da	Mike McGlone.
- Sanchez (stagione 1), interpretato da	David Barrera.
- Adele (stagioni 1-2), interpretata da	Tammi Cubilette.
- Mrs. Messina (stagione 1), interpretata da	Patience Cleveland.
- Mrs. Paganini (stagione 1), interpretata da	Linda Lawson.

## Produzione
La serie, ideata da Diane Ruggiero, fu prodotta da Film Noir, Monet Lane Productions e Paramount Network Television Productions e girata a Los Angeles in California.
La serie fu cancellata alla fine della seconda stagione con numerose sottotrame irrisolte, tra cui la storia d'amore nascente tra Lidia e uno dei suoi professori.

### Registi
Tra i registi della serie sono accreditati:
- Sharron Miller (6 episodi, stagione 2)
- Christopher Monger (5 episodi, stagioni 1-2)
- Michael Switzer (5 episodi, stagione 2)
- Jack Bender (2 episodi, stagione 1)
- Paul Sorvino (2 episodi, stagione 2)
- Mark Jean
- Bob Loudin

## Distribuzione
La serie fu trasmessa negli Stati Uniti dal 2000 al 2002 sulla rete televisiva CBS. In Italia è stata trasmessa dal 1º giugno 2004 su RaiDue con il titolo Così è la vita.
Alcune delle uscite internazionali sono state:
- negli Stati Uniti il 1º ottobre 2000
- in Finlandia il 19 aprile 2001 (Elämän pyörteissä)
- in Islanda il 24 settembre 2002
- in Svezia il 10 agosto 2003
- in Norvegia il 5 gennaio 2004
- in Italia il 1º giugno 2004 (Così è la vita)
- in Germania il 5 giugno 2004
- in Ungheria il 27 dicembre 2005